# Virginia Slims of Florida 1977
Il Virginia Slims of Florida 1977 è stato un torneo di tennis giocato sul sintetico indoor. È stata la 3ª edizione del torneo, che fa del WTA Tour 1977. Si è giocato a Hollywood negli USA dal 10 al 16 gennaio 1977.

## Campionesse

### Singolare
Chris Evert ha battuto in finale  Margaret Smith Court con il punteggio di 6–3, 6–4

### Doppio
Martina Navrátilová /  Betty Stöve hanno battuto in finale  Rosie Casals /  Chris Evert con il punteggio di 6–4, 3–6, 6–4